# Гийерму, Жан-Луи
Жан-Луи Гийерму (фр. Jean-Louis Guillermou) — французский кинорежиссёр и сценарист.

## Биография
Родился в 1946 году в Париже. Телекарьеру начинал ведущим на ORTF (Управление радиовещания и телевидения Франции). Карьеру сценариста и режиссёра одновременно начал в 1976 году приключенческой комедией «Два дурня в снегу», вышедшей на экраны в 1977. После фильма «Маленький принц» (1990) по книге Сент-Экзюпери последовал длительный, свыше 10 лет, творческий перерыв.
В дальнейшем Гийерму обратился к фильмам-биографиям знаменитых музыкантов прошлого: Баха, Вивальди и Вагнера. Кинокритики отметили в первом фильме этой своеобразной трилогии его скрупулёзность к воссозданию деталей и атмосферы прошлого, однако общую тяжеловесность изложения и диалогов. Однако Гийерму остался верен выбранной концепции и в последующих биопиках: музыка как самодостаточный язык повествования с рядом «визуальных поддержек» сценами и литературными диалогами из прошлого в ключевых точках. Этот подход он подробно изложил перед премьерой «Антонио Вивальди. Принц в Венеции» на Монреальском кинофестивале в 2006. До того подробно, по свидетельству обозревателя «Variety», что утомлённая речью публика начала аплодировать, требуя начать наконец показ фильма. Сам фильм, по мнению того же обозревателя, всё так же относится к категории «европудинга»: тяжеловесный и малопонятный сюжет с малым количеством действия. В конце тот заключает, что наверняка фильмы Гийерму могут найти своего зрителя среди арт-эстетов, но это не причина столь игнорировать всех остальных.

## Фильмография
- 1977 — 2 дурня в снегу / 2 Cloches dans la neige
- 1989 — Месса си минор / La messe en si mineur
- 1990 — Маленький принц / Le petit prince
- 2003 — Жил да был... Иоганн Себастьян Бах / Il était une fois... Jean-Sébastien Bach
- 2006 — Антонио Вивальди. Принц в Венеции / Antonio Vivaldi. Un prince à Venise
- 2011 — Те, что любили Рихарда Вагнера / Celles qui aimaient Richard Wagner